# Manolo Portanova
Manolo Portanova (* 2. Juni 2000 in Neapel) ist ein italienischer Fußballspieler. Der offensive Mittelfeldspieler steht beim italienischen Zweitligisten CFC Genua unter Vertrag und ist an AC Reggiana ausgeliehen.

## Karriere
Manolo Portanova ist der Sohn des ehemaligen Fußballprofis Daniele Portanova. Er wechselte 2017 aus der Jugendabteilung von Lazio Rom zu Juventus Turin, wo er anfangs in der U23 zum Einsatz kam. In der folgenden Saison 2018/19 hatte er seinen ersten Einsatz in der Serie A, als er von Trainer Massimiliano Allegri am letzten Spieltag in der 58. Minute für Emre Can eingewechselt wurde. Turin holte in der Saison den Meistertitel. In der Saison 2020/21 kam Portanova auf insgesamt fünf Einsätze in der Serie A.
Im Januar 2021 wechselte Portanova zum Ligakonkurrenten CFC Genua. In der Saison 2021/22 stieg Genua aus der Serie A ab und spielt seit der Saison 2022/23 in der Serie B, wo er meist als Ein- oder Auswechselspieler fungiert.

## Erfolge
Juventus Turin
- Italienischer Meister: 2018/19
- Italienischer Pokalsieger: 2020/21